# F. C. Union Berlin
El 1. Fútbol Club Unión Berlín, (1. Fußballclub Union Berlin e. V. pronunciado /ˈfuːsbalˌklʊp ʔuˈni̯oːn bɛʁˈliːn/ (escucharⓘ) en alemán y oficialmente, o Union Berlin de manera abreviada pronunciado /ʔuˈni̯oːn bɛʁˈliːn/) es una entidad deportiva profesional de Berlín, la capital de Alemania. Fue fundado sobre la base del FC Olympia Oberschöneweide, club fundado en 1906, y es conocido por su sección de fútbol profesional, que participa en la 1. Bundesliga, la primera división alemana.
El equipo disputa sus partidos como local en el Stadion An der Alten Försterei, situado en el distrito berlinés de Köpenick, y juega actualmente en la 1. Bundesliga, después de haber logrado su ascenso ante el histórico VfB Stuttgart el 27 de mayo de 2019. La temporada 2019-20 fue su primera temporada en la primera división del fútbol alemán después de la reunificación, actualmente el Berlín cuenta con 37,417 socios.
El club es uno de los dos equipos de la capital alemana que lleva el nombre Union surgido durante la Guerra Fría y jugó en la República Democrática Alemana, mientras que el Sport-Club Union 06 Berlin jugaba en el Oeste.
El himno de los hinchas del Berlín es "Eisern Union" cantado por Nina Hagen.

## Historia

### Orígenes del club
El nombre 1. FC Union Berlin fue utilizado por dos clubes de fútbol que compartían un origen común en el FC Olympia Oberschöneweide, fundado en 1906 en el distrito Oberschöneweide de Berlín. El equipo tomó el nombre de Union Oberschöneweide en 1910. El Union fue uno de los primeros clubes de Berlín, en el período de entreguerras, regularmente ganó campeonatos locales y compitió a nivel nacional, incluyendo una aparición en la final del campeonato alemán de 1923 que perdió con el Hamburgo.
Desde el principio el equipo fue apodado Schlosserjungs ("trabajadores metalúrgicos"), debido a su entonces uniforme totalmente azul marino, que recordaba a la típica ropa de trabajo usada en las fábricas del distrito industrial de Oberschöneweide. El himno popular de los aficionados del Union, "Eisern Union!" ("unión del hierro" o "los del hierro"), también surgió en este momento. Desde su fundación, el club tenía una imagen clara de clase obrera, en contraste con otros clubes locales con orígenes de clase media, como el Viktoria 89 Berlin, Blau-Weiß 90 Berlin, BSV 92 Berlin o Tennis Borussia Berlin.
En 1933, el fútbol alemán se reorganizó bajo el Tercer Reich en 16 divisiones superiores conocidas como Gauligen. Oberschöneweide pasó a formar parte de la Gauliga Berlin-Brandenburg, donde, por lo general, obtuvo resultados discretos. Descendieron en 1935 y volvieron a jugar en primera división en 1936 después de una ausencia de solo una temporada. En 1940, el equipo terminó primero en el Grupo B de la división y luego derrotó al Blau-Weiss (1-2, 3-0) para ganar el título de la división general. El club avanzó a los play-off nacionales donde fueron eliminados por el Rapid de Viena en la ronda de apertura de grupo (2-3, 1-3). El Union volvió a descender en 1942 y jugó la final de la temporada Gauliga en 1944-45, que fue más corta por la guerra.

### Escisión de posguerra

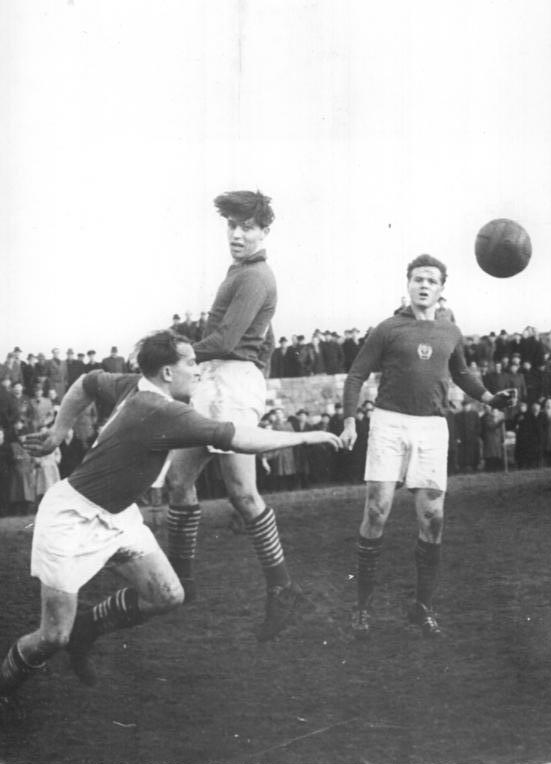
El club en su etapa como SC Motor en 1957 en un partido contra el Chemie Grünau-Schmöckwitz.

Después de la Segunda Guerra Mundial, las autoridades aliadas que ocuparon el país ordenaron la disolución de todas las organizaciones en Alemania, incluidos los deportes y las asociaciones de fútbol. Un nuevo Grupo Municipal de Deportes llamado SG Oberschöneweide se formó a finales de 1945 y jugó en la Liga de la Ciudad organizada inmediatamente después de la guerra que tuvo cuatro departamentos regionales. El equipo no se clasificó a la recién creada Berlín Oberliga (I) en 1946 después de una mala temporada, pero fue ascendido en 1947, ganó el título de la división y de inmediato recuperó el estatus como SG Union 06 Oberschöneweide durante la temporada 1948-49.
El club terminó la temporada 1949-50 en el segundo lugar en Berlín y se clasificó para participar en las rondas finales nacionales. Sin embargo, la escalada de tensiones de la Guerra Fría llevó a las autoridades soviéticas a denegar la autorización al equipo para viajar y participar. Dos equipos del Union emergieron después, pero la mayoría de los jugadores y entrenadores huyeron hacia el Oeste para formar el Sportclub Union 06 Berlin que participó en el partido de play-offs previsto en Kiel ante el Hamburgo SV, perdiendo 0:7.
El resto de jugadores en el Este continuó como Union Oberschöneweide, mientras que un número de jugadores que habían huido hacia el Oeste para formar el SC organizó un tercero llamado Berliner Ballspiel-Club Südost. El equipo del Oeste era un equipo fuerte hasta la construcción del Muro de Berlín en 1961, atrayendo a multitudes enormes en el Olympiastadion. La división de la ciudad condujo a un cambio de fortuna para el club que juega hoy en las divisiones inferiores con escaso público.[cita requerida]

### Fundación del 1. FC Union Berlin

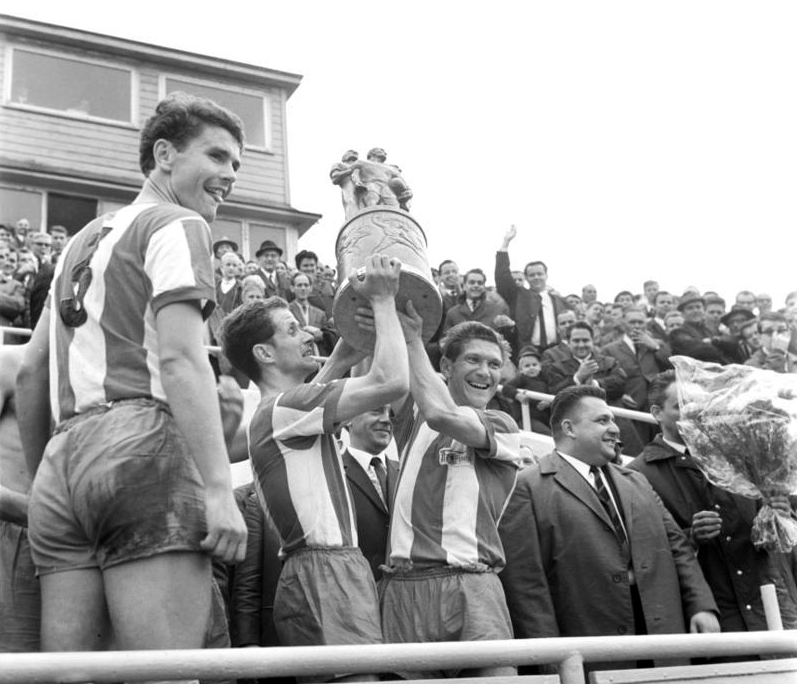
La Copa de la RDA que ganó el Berlín en 1968.

La rama oriental del club pasó a través de una serie de cambios de nombre: Union Oberschöneweide (1950), BSG Motor Oberschöneweide (1951), SC Motor Berlin (1955), TSC Oberschöneweide (1957), TSC Berlin (1963) y finalmente se convirtió en el 1. FC Union Berlin en 1966. El Union desarrolló una fuerte y amarga rivalidad con el equipo de la Stasi del Dynamo Berlin. Mientras que sus grandes rivales locales ganaban diez títulos consecutivos en circunstancias muy dudosas,[cita requerida] el Union pasó la mayor parte de la década entre la Oberliga y la DDR-Liga como un equipo ascensor, en gran parte debido a la política del gobierno de la Alemania Oriental de favorecer a los clubes de la 'élite' a costa de clubes 'civiles' como el Union.[cita requerida] El equipo berlinés oriental consiguió ganar la Copa de Alemania del Este en 1968, cuando derrotó al FC Carl Zeiss Jena —otro de los grandes clubes de la República Democrática Alemana— 2-1 aunque perdieron la oportunidad de lograr su segunda copa en 1986 ante el 1. FC Lokomotive Leipzig por un severo marcador de 1-5.

### Después de la reunificación (1990-2018)
Después de la reunificación alemana en 1990, el equipo mantuvo la evolución positiva en el campo, pero casi llegó al colapso financiero. El club salvó aquellas dificultades y encontró un patrocinador, pero solo después de ganar su división en 1993 y 1994 donde cada vez se le negaba el permiso para jugar en la 2. Bundesliga debido a sus problemas financieros. El club volvió a pasar graves dificultades económicas en 1997.
El Unión de nuevo estuvo a punto de ascender a la 2.Bundesliga en 1998-99 y 1999-2000. Finalmente lograron su objetivo en la temporada 2000-01, bajo las órdenes del entrenador búlgaro Georgi Vasilev, ganando fácilmente la Regionalliga Nord (III) y subiendo una división para convertirse en el segundo equipo berlinés más popular tras el Hertha Berlín de la Bundesliga. Ese mismo año apareció en la final de la Copa de Alemania, donde perdió 0-2 ante el FC Schalke 04, y avanzó hasta la segunda ronda en Copa de la UEFA antes de ser eliminado por el equipo búlgaro del PFC Litex Lovech.
El club cayó a la Regionalliga Nord (III) en 2004-05 y luego a la NOFV-Oberliga Nord (IV) en 2005-06, pero ha vuelto a jugar tercera división después de hacerse con el título de Oberliga. En 2008-09, el Union se convirtió en uno de los clubes fundadores de la nueva 3. Fußball-Liga, y su campeón inaugural, asegurando el primer lugar y el ascenso a la 2. Fußball-Bundesliga, el 10 de mayo de 2009.

### Era Bundesliga (2019-presente)
En la temporada 2018-19, el club hizo historia ya que por primera vez ascendía a la Bundesliga habiendo quedado 3º en la clasificación de la 2. Bundesliga y superó con éxito en la eliminatoria de play-off contra el histórico VfB Stuttgart, que quedó 16º en la Bundesliga, luego de partidos tanto en el Mercedes-Benz-Arena y en el Alte Försterei. Los héroes goleadores que pasaron a la historia, del primer partido fueron Suleiman Abdullahi y Marvin Friedrich.
La temporada Bundesliga 2022-23 finalizó 4º, entrando a Champions League por primera vez en su historia.

## Símbolos

### Mascota del club
La mascota del 1. FC Union Berlin se llama Ritter Keule y es "Un verdadero caballero de hierro con un corazón valiente". Ritter Keule encarna simbólicamente la historia del "Hierro".

### Fundación y dotación

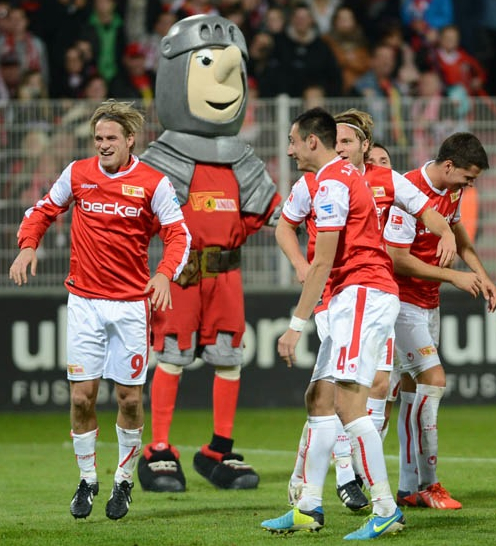
Mascota "Knight Club"

El 6 de octubre de 2016 la fundación “UNION VEREINT, Schulter an Schulter” se lanzó. El compromiso social se ampliará bajo el lema “Los fuertes ayudan a los débiles”. El trabajo de la fundación incluye, entre otros, campamentos de fútbol de la Unión, jornadas y semanas de proyectos para niños y jóvenes, así como campañas de tolerancia e integración, contra el racismo, promoción de la salud y protección del medio ambiente.

### Himno
El himno de los hinchas del club es «Eisern Union» cantado por Nina Hagen en 1998. El himno segundo es «Eisernet Lied» cantando por Sporti. Desde 2005, DJ Wumme ha sido responsable de la música en el estadio del Alte Försterei todos los días de partido. Esencialmente, se graban los estilos musicales electrónica, alternativo, rock y britpop.

## Indumentaria
- Marca deportiva actual: Adidas
- Uniforme titular: Camiseta roja, pantaloneta blanca, medias rojas.
- Uniforme alternativo: Camiseta blanca, pantaloneta roja, medias blancas.
- Tercer uniforme: Camiseta negra, pantaloneta negra, medias negras.

| Histórico | (Ver evolución) | Actual |

### Proveedores y patrocinadores
| Período   | Proveedor       | Patrocinador (pecho) | Rama | Patrocinador (manga)                          | Rama                                         |
| --------- | --------------- | -------------------- | ---- | --------------------------------------------- | -------------------------------------------- |
| 2005-2007 | Nike            | EastWest             |      | Ninguno                                       | Ninguno                                      |
| 2007-2008 | Nike            | Silicon Sensor       |      | Ninguno                                       | Ninguno                                      |
| 2008-2009 | Do you football | Silicon Sensor       |      | Ninguno                                       | Ninguno                                      |
| 2009-2011 | Do you football | kfzteile24           |      | Ninguno                                       | Ninguno                                      |
| 2011-2012 | Uhlsport        | kfzteile24           |      | Ninguno                                       | Ninguno                                      |
| 2012-2014 | Uhlsport        | f.becker             |      | Hermes (2013—2018)                            | Logística y mensajería                       |
| 2014-2015 | Uhlsport        | kfzteile24           |      | Hermes (2013—2018)                            | Logística y mensajería                       |
| 2015-2016 | Macron          | kfzteile24           |      | Hermes (2013—2018)                            | Logística y mensajería                       |
| 2016-2018 | Macron          | Layenberger          |      | Hermes (2013—2018)                            | Logística y mensajería                       |
| 2019-2020 | Macron          | Aroundtown SA        |      | ONE Versicherung AG / Wefox Group (2019—2021) | Compañías y corredores de pólizas de seguros |
| 2020-2021 | Adidas          | Aroundtown SA        |      | ONE Versicherung AG / Wefox Group (2019—2021) | Compañías y corredores de pólizas de seguros |
| 2021-2022 | Adidas          | Aroundtown SA        |      |                                               |                                              |
| 2022-2023 | Adidas          | Wefox                |      |                                               |                                              |
| 2023-     | Adidas          | Paramount+           |      | JD                                            |                                              |

## Instalaciones

### Estadio

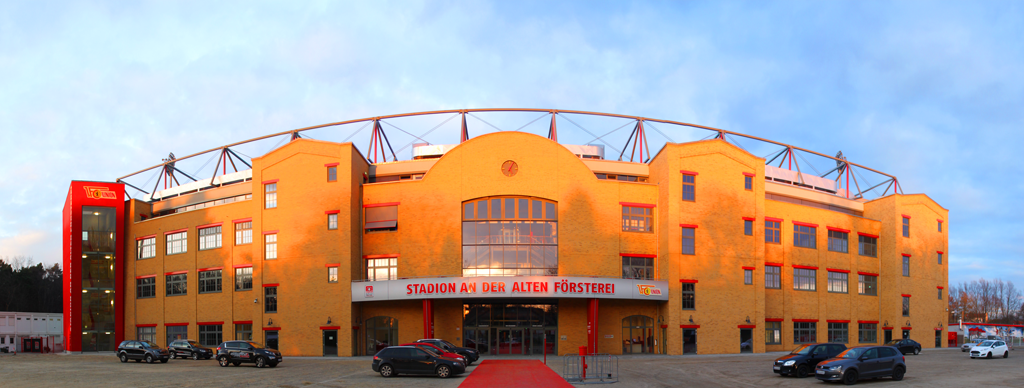
Vista exterior del estadio Alte Försterei.

Antes de la remodelación en 2008, la construcción de terrazas en la planta estaba en un estado tan pobre de reparación que su uso continuado era solo con la condición de la capacidad de ser drásticamente reducido a 18.100 espectadores. A finales de 1990, la Unión solo se les permitió seguir jugando en el Alte Försterei sobre la base de licencias temporales especiales hasta que la DFL (German Football League) dejó de seguir renovando estos en 2006, es decir, el estadio sería pronto ya no será elegible para organizar cualquier coincidencia entre los tres primeros niveles del fútbol alemán. Por ello, el Club se vieron obligados a tomar una decisión en cuanto a si sería reconstruir el Alte Försterei o hacer un movimiento permanente a una tierra diferente, algo que era poco probable que hayan sido aprobados por amplios sectores de la base de fanes que consideran que el suelo sea hogar espiritual del club. En su nueva forma, el estadio fue vendido por primera vez el 31 de agosto de 2013, cuando 21.717 espectadores vieron Unión venció el F. C. San Pauli 3-2.

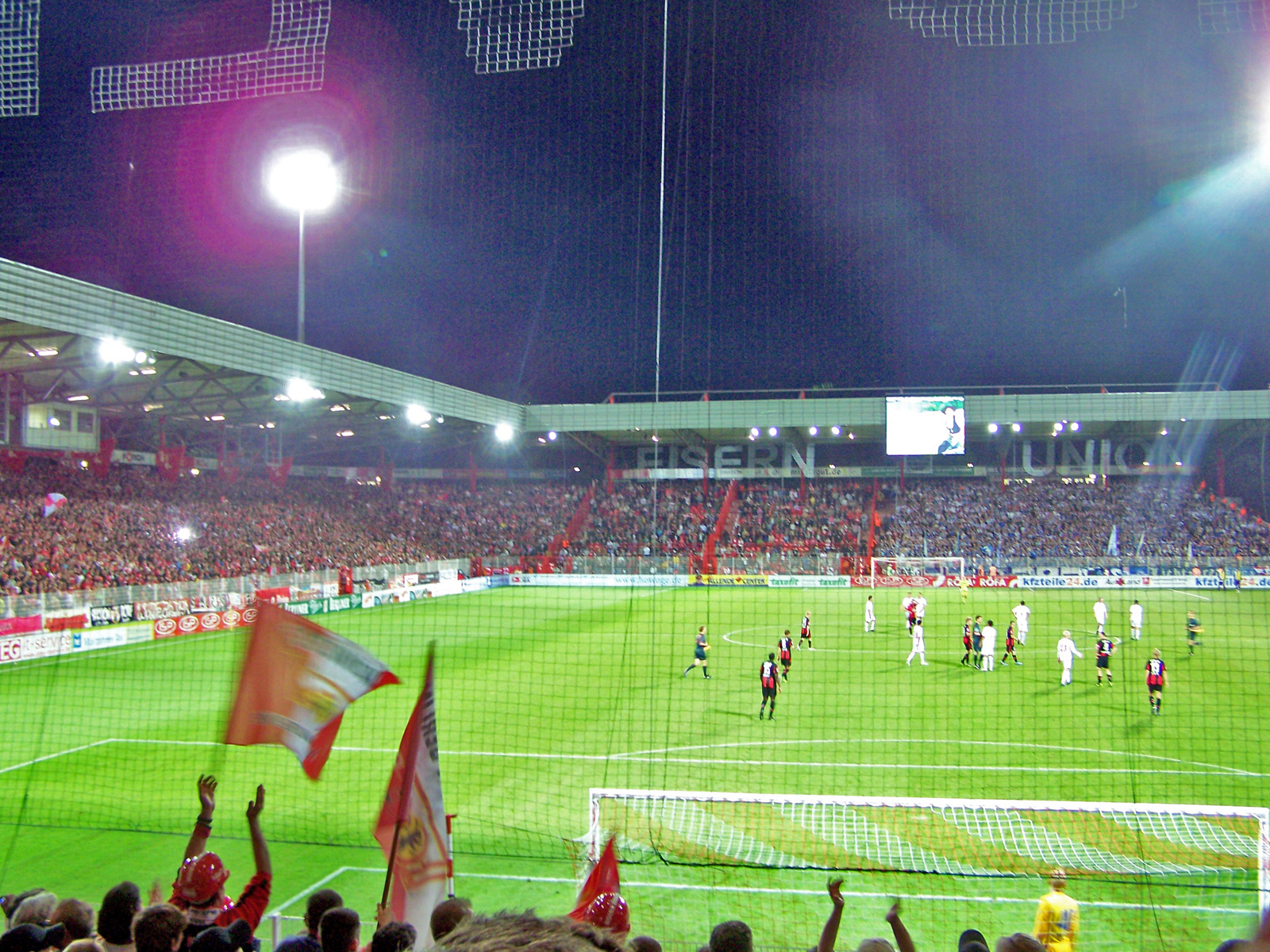
El Stadion An der Alten Försterei.

### Cantos de villancicos
Unión Berlín es bien conocida por sus tradiciones navideñas que se celebran en su estadio. En 2003 el Berlín, Weihnachtssingen comenzó como una reunión anual oficiosa a la que solo 89 aficionados se presentaron. En 2013, 27.500 personas asistieron, incluyendo jugadores y seguidores de otros equipos de todo Alemania y Europa. Los aficionados beben Glühwein (Vino caliente), velas onda alrededor, se enciende la luz y cantar una combinación de villancicos y cantos de fútbol.

### Sala de estar de la Copa Mundial
En 2014 el club se le ocurrió la idea de invitar a los aficionados a llevar sus propios sofás al estadio para la final de la Copa del Mundo. 750 sofás fueron colocados en el terreno de juego en filas frente a la pantalla grande.

## Datos del club
- Puesto histórico: 35.º[18]
- Temporadas en Bundesliga: 4.
- Temporadas en Campeonato Alemán (5):1920, 1923, 1940, 1950, 1953
- Temporadas totales en Primera División (Campeonato Alemán + Bundesliga): 9
- Mejor puesto en la Bundesliga: 4.º (1 veces).
- Peor puesto en la liga: 11º (1 veces).
- Mayor número de puntos en una temporada: 62 (2022/23).
- Mayor número de goles en una temporada: ? (?).
- Mayor victoria: F. C. Unión Berlín 10:0 Türkspor Berlin (NOFV-Oberliga Mitte 1993-94).[19]
- Mayor derrota: Bayern Munich 8:0 F. C. Unión Berlín (DDR-Oberliga 1986-87).[20]
- Jugador con más partidos disputados: Tom Persich (303 partidos oficiales).
- Jugador con más goles: Karim Benyamina (87 goles en competiciones oficiales).[21]
- Jugador con más títulos: ? (? títulos oficiales).
- Equipo filial: F. C. Unión Berlín II.
- Socios: 37,417 (2021[Nota 2]).[5]

### Denominaciones
A lo largo de su historia, la entidad ha visto como su denominación variaba por diversas circunstancias hasta la actual de 1. Fußballclub Union Berlin e. V., vigente desde 1966. El club se fundó bajo el nombre oficial de FC Olympia Oberschöneweide.
A continuación se listan las distintas denominaciones de las que ha dispuesto el club a lo largo de su historia:
- FC Olympia Oberschöneweide (17 de junio de 1906 - 22 de julio de 1906)
- BTuFC Helgoland (22 de julio de 1906 - 10 de febrero de 1909)
- SC Union Oberschöneweide (10 de febrero de 1909 – 1945)
- SG Oberschöneweide (1945 - diciembre de 1948)
- SC Union 06 Berlin (9 de junio de 1950 - 1951)
- BSG Motor Oberschöneweide (1951 - 1 de febrero de 1955)
- SC Motor Berlin (1 de febrero de 1955 - 6 de junio de 1957)
- TSC Oberschöneweide (6 de junio de 1957 - 18 de febrero de 1963)
- TSC Berlin (18 de febrero de 1963 - 20 de enero de 1966)
- 1. Fußballclub Union Berlin e. V. (20 de enero de 1966 - Presente)

### Trayectoria histórica
| Temporada | País                         | Categoría             | Nivel | Posición | Copa             | Europa            | Ronda            |
| --------- | ---------------------------- | --------------------- | ----- | -------- | ---------------- | ----------------- | ---------------- |
| 1965-66   | Bandera de Alemania Oriental | Fußball-Liga          | 2     | 1º       | -                | -                 | -                |
| 1966-67   | Bandera de Alemania Oriental | Fußball-Oberliga      | 1     | 6º       | Segunda ronda    | -                 | -                |
| 1967-68   | Bandera de Alemania Oriental | Fußball-Oberliga      | 1     | 8º       | Campeón          | Copa Intertoto    | 3º               |
| 1968-69   | Bandera de Alemania Oriental | Fußball-Oberliga      | 1     | 14º      | Octavos de final | -                 | -                |
| 1969-70   | Bandera de Alemania Oriental | Fußball-Liga          | 2     | 1º       | Octavos de final | -                 | -                |
| 1970-71   | Bandera de Alemania Oriental | Fußball-Oberliga      | 1     | 5º       | Octavos de final | -                 | -                |
| 1971-72   | Bandera de Alemania Oriental | Fußball-Oberliga      | 1     | 11º      | Octavos de final | -                 | -                |
| 1972-73   | Bandera de Alemania Oriental | Fußball-Oberliga      | 1     | 13º      | Cuartos de final | -                 | -                |
| 1973-74   | Bandera de Alemania Oriental | Fußball-Liga          | 2     | 1º       | Segunda ronda    | -                 | -                |
| 1974-75   | Bandera de Alemania Oriental | Fußball-Liga          | 2     | 1º       | Segunda ronda    | -                 | -                |
| 1975-76   | Bandera de Alemania Oriental | Fußball-Liga          | 2     | 1º       | Segunda ronda    | -                 | -                |
| 1976-77   | Bandera de Alemania Oriental | Fußball-Oberliga      | 1     | 11º      | Octavos de final | -                 | -                |
| 1977-78   | Bandera de Alemania Oriental | Fußball-Oberliga      | 1     | 8º       | Segunda ronda    | -                 | -                |
| 1978-79   | Bandera de Alemania Oriental | Fußball-Oberliga      | 1     | 10º      | Octavos de final | -                 | -                |
| 1979-80   | Bandera de Alemania Oriental | Fußball-Oberliga      | 1     | 14º      | Segunda ronda    | -                 | -                |
| 1980-81   | Bandera de Alemania Oriental | Fußball-Liga          | 2     | 1º       | Segunda ronda    | -                 | -                |
| 1981-82   | Bandera de Alemania Oriental | Fußball-Liga          | 2     | 1º       | Segunda ronda    | -                 | -                |
| 1982-83   | Bandera de Alemania Oriental | Fußball-Oberliga      | 1     | 12º      | Octavos de final | -                 | -                |
| 1983-84   | Bandera de Alemania Oriental | Fußball-Oberliga      | 1     | 13º      | Segunda ronda    | -                 | -                |
| 1984-85   | Bandera de Alemania Oriental | Fußball-Liga          | 2     | 1º       | Primera ronda    | -                 | -                |
| 1985-86   | Bandera de Alemania Oriental | Fußball-Oberliga      | 1     | 7º       | Subcampeón       | -                 | -                |
| 1986-87   | Bandera de Alemania Oriental | Fußball-Oberliga      | 1     | 11º      | Octavos de final | Copa Intertoto    | Campeón          |
| 1987-88   | Bandera de Alemania Oriental | Fußball-Oberliga      | 1     | 11º      | Octavos de final | -                 | -                |
| 1988-89   | Bandera de Alemania Oriental | Fußball-Oberliga      | 1     | 14º      | Cuartos de final | -                 | -                |
| 1989-90   | Bandera de Alemania Oriental | Fußball-Liga          | 2     | 2º       | Primera ronda    | -                 | -                |
| 1990-91   | Bandera de Alemania          | Fußball-Liga          | 2     | 1º       | Semifinales      | -                 | -                |
| 1991-92   | Bandera de Alemania          | Fußball-Oberliga      | 3     | 1º       | -                | -                 | -                |
| 1992-93   | Bandera de Alemania          | Fußball-Oberliga      | 3     | 1º       | -                | -                 | -                |
| 1993-94   | Bandera de Alemania          | Fußball-Oberliga      | 3     | 1º       | -                | -                 | -                |
| 1994-95   | Bandera de Alemania          | Fußball-Regionalliga  | 3     | 3º       | Primera ronda    | -                 | -                |
| 1995-96   | Bandera de Alemania          | Fußball-Regionalliga  | 3     | 2º       | -                | -                 | -                |
| 1996-97   | Bandera de Alemania          | Fußball-Regionalliga  | 3     | 5º       | -                | -                 | -                |
| 1997-98   | Bandera de Alemania          | Fußball-Regionalliga  | 3     | 6º       | -                | -                 | -                |
| 1998-99   | Bandera de Alemania          | Fußball-Regionalliga  | 3     | 6º       | -                | -                 | -                |
| 1999-00   | Bandera de Alemania          | Fußball-Regionalliga  | 3     | 1º       | -                | -                 | -                |
| 2000-01   | Bandera de Alemania          | Fußball-Regionalliga  | 3     | 1º       | Subcampeón       | -                 | -                |
| 2001-02   | Bandera de Alemania          | 2. Fußball-Bundesliga | 2     | 6º       | Octavos de final | Copa de la UEFA   | 2ª Previa        |
| 2002-03   | Bandera de Alemania          | 2. Fußball-Bundesliga | 2     | 9º       | Segunda ronda    | -                 | -                |
| 2003-04   | Bandera de Alemania          | 2. Fußball-Bundesliga | 2     | 17º      | Segunda ronda    | -                 | -                |
| 2004-05   | Bandera de Alemania          | Fußball-Regionalliga  | 3     | 19º      | Primera ronda    | -                 | -                |
| 2005-06   | Bandera de Alemania          | Fußball-Oberliga      | 4     | 1º       | -                | -                 | -                |
| 2006-07   | Bandera de Alemania          | Fußball-Regionalliga  | 3     | 12º      | -                | -                 | -                |
| 2007-08   | Bandera de Alemania          | Fußball-Regionalliga  | 3     | 4º       | Primera ronda    | -                 | -                |
| 2008-09   | Bandera de Alemania          | 3. Fußball-Liga       | 3     | 1º       | -                | -                 | -                |
| 2009-10   | Bandera de Alemania          | 2. Fußball-Bundesliga | 2     | 12º      | Primera ronda    | -                 | -                |
| 2010-11   | Bandera de Alemania          | 2. Fußball-Bundesliga | 2     | 11º      | Primera ronda    | -                 | -                |
| 2011-12   | Bandera de Alemania          | 2. Fußball-Bundesliga | 2     | 7º       | Primera ronda    | -                 | -                |
| 2012-13   | Bandera de Alemania          | 2. Fußball-Bundesliga | 2     | 7º       | Segunda ronda    | -                 | -                |
| 2013-14   | Bandera de Alemania          | 2. Fußball-Bundesliga | 2     | 9º       | Octavos de final | -                 | -                |
| 2014-15   | Bandera de Alemania          | 2. Fußball-Bundesliga | 2     | 7º       | Primera ronda    | -                 | -                |
| 2015-16   | Bandera de Alemania          | 2. Fußball-Bundesliga | 2     | 6º       | Primera ronda    | -                 | -                |
| 2016-17   | Bandera de Alemania          | 2. Fußball-Bundesliga | 2     | 4º       | Segunda ronda    | -                 | -                |
| 2017-18   | Bandera de Alemania          | 2. Fußball-Bundesliga | 2     | 8º       | Segunda ronda    | -                 | -                |
| 2018-19   | Bandera de Alemania          | 2. Fußball-Bundesliga | 2     | 3º       | Segunda ronda    | -                 | -                |
| 2019-20   | Bandera de Alemania          | Fußball-Bundesliga    | 1     | 11º      | Cuartos de final | -                 | -                |
| 2020-21   | Bandera de Alemania          | Fußball-Bundesliga    | 1     | 7º       | Segunda ronda    | -                 | -                |
| 2021-22   | Bandera de Alemania          | Fußball-Bundesliga    | 1     | 5º       | Semifinales      | Liga Conferencia  | Fase de grupos   |
| 2022-23   | Bandera de Alemania          | Fußball-Bundesliga    | 1     | 4º       | Cuartos de final | Liga Europa       | Octavos de final |
| 2023-24   | Bandera de Alemania          | Fußball-Bundesliga    | 1     |          |                  | Liga de Campeones | Fase de grupos   |

## Jugadores

### Plantilla 2025-26
- Según normativa UEFA, cada club solo puede tener en plantilla un máximo de tres jugadores extracomunitarios, que ocupen plaza de extranjero, mientras que un canterano debe permanecer al menos tres años en edad formativa en el club (15-21 años) para ser considerado como tal.[22]

### Altas 2024-25
Nota: en los precios no se incluye IVA o sumas por objetivos ya que no han sido efectivos.
| Altas            | Altas          | Altas                    | Altas           | Altas       |
| Jugador          | Posición       | Procedencia              | Tipo            | Coste       |
| ---------------- | -------------- | ------------------------ | --------------- | ----------- |
| Tom Rothe        | Defensa        | Borussia Dortmund        | Traspaso.       | €5.000.000. |
| Marin Ljubičić   | Delantero      | L. A. S. K.              | Traspaso.       | €4.500.000. |
| László Bénes     | Centrocampista | Hamburgo S. V.           | Traspaso.       | €3.000.000. |
| Leopold Querfeld | Defensa        | S. K. Rapid Viena        | Traspaso.       | €3.000.000. |
| Ivan Prtajin     | Delantero      | S. V. Wehen Wiesbaden    | Traspaso.       | €1.000.000. |
| Jeong Woo-yeong  | Centrocampista | V. f. B. Stuttgart       | Cesión.         | €700.000.   |
| Livan Burcu      | Delantero      | S. V. Sandhausen         | Traspaso.       | €300.000.   |
| Carl Klaus       | Guardameta     | F. C. Núremberg          | Traspaso Libre. | --          |
| Alex Král        | Centrocampista | F. C. Spartak de Moscú   | Traspaso Libre. | --          |
| Robert Skov      | Centrocampista | T. S. G. 1899 Hoffenheim | Traspaso Libre. | --          |

### Bajas 2024-25
| Bajas           | Bajas          | Bajas                  | Bajas           | Bajas       |
| Jugador         | Posición       | Destino                | Tipo            | Coste       |
| --------------- | -------------- | ---------------------- | --------------- | ----------- |
| Jamie Leweling  | Delantero      | V. f. B. Stuttgart     | Traspaso.       | €5.000.000. |
| Aïssa Laïdouni  | Centrocampista | Al-Wakrah S. C.        | Traspaso.       | €4.500.000. |
| Morten Thorsby  | Centrocampista | Genoa C. F. C.         | Traspaso.       | €4.000.000. |
| Yorbe Vertessen | Delantero      | R. B. Salzburgo        | Traspaso.       | €4.000.000. |
| Mikkel Kaufmann | Delantero      | F. C. Heidenheim       | Traspaso.       | €1.250.000. |
| Robin Gosens    | Defensa        | A. C. F. Fiorentina    | Cesión.         | €750.000.   |
| Paul Jaeckel    | Defensa        | Eintracht Braunschweig | Cesión.         | €200.000.   |
| Robin Knoche    | Defensa        | F. C. Nürnberg         | Traspaso Libre. | --          |
| Jakob Busk      | Guardameta     | Sønderjyske Fodbold    | Traspaso Libre  | --          |
| Keita Endo      | Centrocampista | F. C. Tokyo            | Traspaso Libre. | --          |

- El dorsal corresponde al del club de pertenencia.[23]
- Las transferencias son corroboradas con la página oficial del club y transfermarkt.[24][25]

## Más apariciones y máximos goleadores
La siguiente tabla muestra todas las apariciones y goles en partidos oficiales con el primer equipo del F. C. Unión Berlín. Además de los partidos de liga esta incluye todos los partidos en las competiciones nacionales e internacionales. No incluye apariciones ni goles en partidos amistosos.
- Actualizado el 20 de septiembre de 2022.[26]

     En activo con el club.
| \| \| Jugador \| País \| Partidos \| Goles \| \| -- \| ------------------- \| -------- \| -------- \| ----- \| \| 1 \| Lutz Hendel \| Alemania \| 308 \| 17 \| \| 2 \| Tom Persich \| Alemania \| 303 \| 15 \| \| 3 \| Torsten Mattuschka \| Alemania \| 281 \| 61 \| \| 4 \| Christopher Trimmel \| Austria \| 275 \| 6 \| \| 5 \| Michael Parensen \| Alemania \| 249 \| 8 \| \| 6 \| Jan Glinker \| Alemania \| 236 \| 0 \| \| 7 \| Christian Stuff \| Alemania \| 219 \| 15 \| \| 8 \| Ronny Nikol \| Alemania \| 215 \| 12 \| \| 9 \| Frank Placzek \| Alemania \| 196 \| 14 \| \| 10 \| Karim Benyamina \| Argelia \| 192 \| 62 \| |                     |          |          |       |
| | Jugador             | País     | Partidos | Goles |
| 1 | Lutz Hendel         | Alemania | 308      | 17    |
| 2 | Tom Persich         | Alemania | 303      | 15    |
| 3 | Torsten Mattuschka  | Alemania | 281      | 61    |
| 4 | Christopher Trimmel | Austria  | 275      | 6     |
| 5 | Michael Parensen    | Alemania | 249      | 8     |
| 6 | Jan Glinker         | Alemania | 236      | 0     |
| 7 | Christian Stuff     | Alemania | 219      | 15    |
| 8 | Ronny Nikol         | Alemania | 215      | 12    |
| 9 | Frank Placzek       | Alemania | 196      | 14    |
| 10 | Karim Benyamina     | Argelia  | 192      | 62    |

## Palmarés

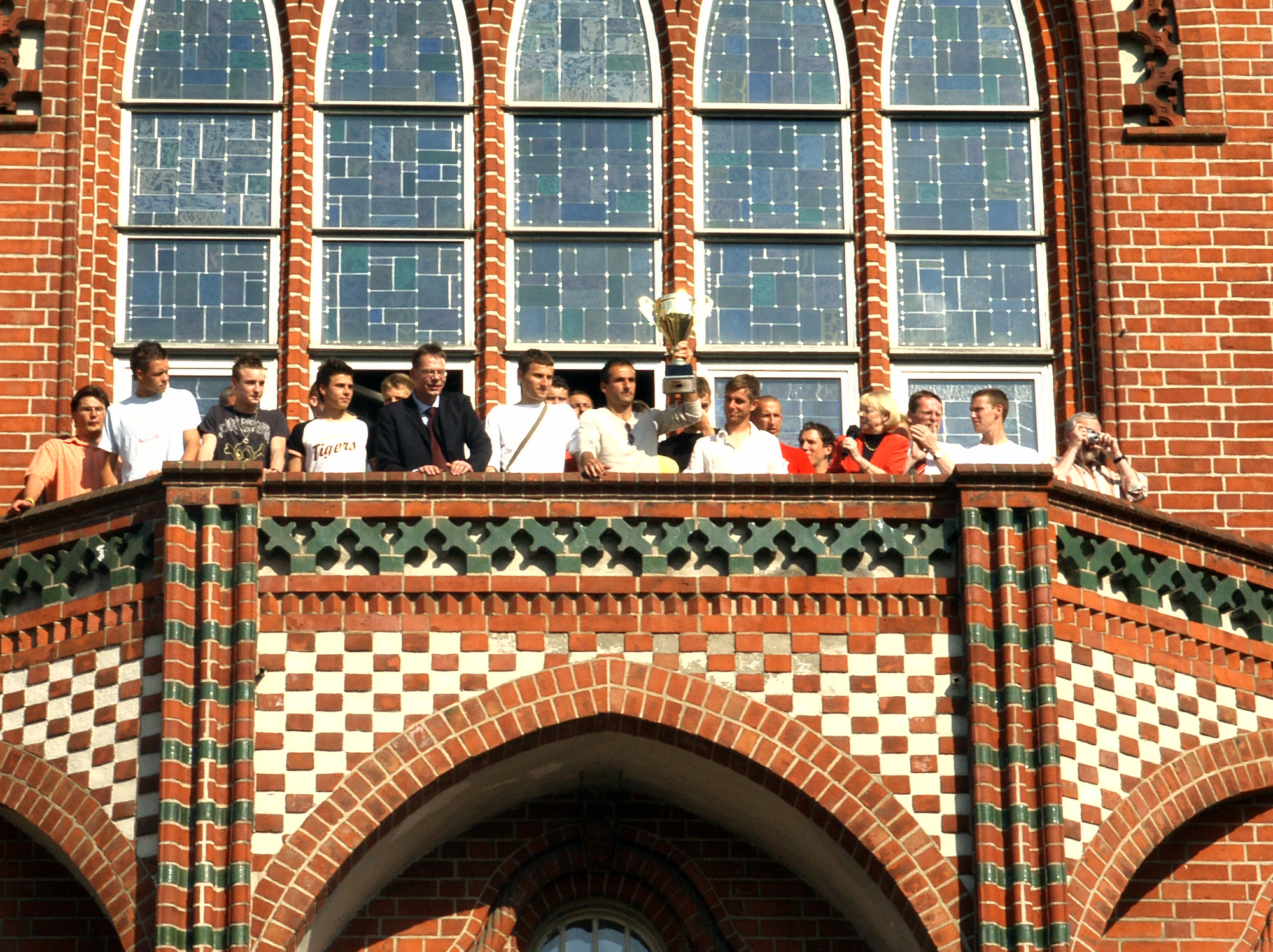
El equipo celebra su victoria en la Copa de Berlín en el ayuntamiento de Köpenick en 2007.

### Torneos nacionales
Alemania del Este
- Copa de fútbol de la RDA (1): 1967-68
- Subcampeón de la FDGB-Pokal (1): 2000-01
- DDR Liga (9): 1965-66, 1969-70, 1973-74, 1974-75, 1975-76, 1980-81, 1981-82, 1984-85, 1990-91.

Alemania
- Subcampeón de la Copa de Alemania (1): 2000-01
- 3. Fußball-Liga (1): 2008-09

## Entrenadores

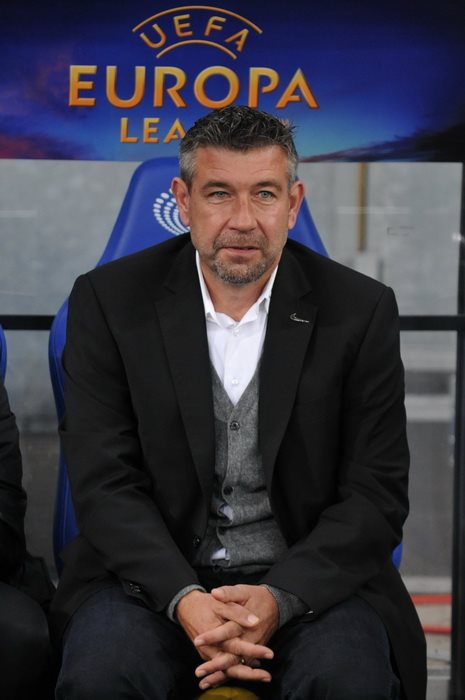
Urs Fischer, exentrenador del primer equipo desde 2018 hacia 2023.

Urs Fischer fue el entrenador del primer equipo hasta el 15 de noviembre de 2023. Fischer —exjugador del FC San Galo entre 1987 y 1995— fue nombrado entrenador interino tras la salida de André Hofschneider el 14 de mayo de 2018. El 22 de diciembre la directiva confirmó su permanencia con un contrato inicial hasta 2021. En su segunda temporada al mando consiguió el ascenso histórico del club a la 1. Bundesliga.
El Berlín ha tenido —contando a su actual entrenador— un total de 39 entrenadores de fútbol a lo largo de su historia. El primer entrenador que tuvo el club fue el alemán Willi Oelgardt, que dirigió al equipo desde 1952 a 1953. La mayoría de los entrenadores del club han sido alemanes, siendo el primero Willi Oelgardt en 1952.
Las nacionalidades principales de los entrenadores no alemanes han sido la búlgara (4), bosnia (1) y suiza (1). Solo han dirigido entrenadores europeos en la historia del club.
El Berlín había tenido 1 entrenador desde su promoción a la Bundesliga en 2019 hasta 2023. Werner Voigt, Frank Vogel., Georgi Vasilev y André Hofschneider han sido dos veces directores.

## Presidentes
| Llegada                 | Marcha                  | Nacionalidad      | Presidente          |
| ----------------------- | ----------------------- | ----------------- | ------------------- |
| 20 de enero de 1966     | 1 de agosto de 1967     | Alemania Oriental | Werner Otto         |
| 1 de agosto de 1967     | 1 de julio de 1970      | Alemania Oriental | Heinz Müller        |
| 1 de julio de 1970      | 19 de febrero de 1974   | Alemania Oriental | Paul Fettback       |
| 19 de febrero de 1974   | 25 de noviembre de 1975 | Alemania Oriental | Heinz Hillert       |
| 25 de noviembre de 1975 | 1 de marzo de 1982      | Alemania Oriental | Günther Mielis      |
| 1 de marzo de 1982      | 31 de octubre de 1983   | Alemania Oriental | Norbert Woick       |
| 31 de octubre de 1983   | 20 de diciembre de 1984 | Alemania Oriental | Klaus Brumm         |
| 20 de diciembre de 1984 | 3 de noviembre de 1987  | Alemania Oriental | Uwe Piontek         |
| 3 de noviembre de 1987  | 5 de junio de 1990      | Alemania Oriental | Hans-Günter Hänsel  |
| 5 de junio de 1990      | 1 de julio de 1993      | Alemania          | Gerhard Kalweit     |
| 17 de agosto de 1993    | 1 de julio de 1994      | Alemania          | Detlef Bracht       |
| 14 de noviembre de 1994 | 1 de septiembre de 1997 | Alemania          | Horst Kahstein      |
| 7 de octubre de 1997    | 12 de octubre de 2003   | Alemania          | Heiner Bertram      |
| 13 de octubre de 2003   | 30 de junio de 2004     | Alemania          | Jürgen Schlebrowski |
| 1 de julio de 2004      |                         | Alemania          | Dirk Zingler        |

## Cultura del club
1. FC Unión Berlín es reconocido como uno de los clubes de "culto" de Europa, basado en muchas iniciativas únicas de fanáticos y clubes durante las últimas dos décadas.
Los apodos del club son "Eiserne" (los de Hierro) o "Eisern Union" (Unión de Hierro). Estos apodos evolucionaron del sobrenombre anterior "Schlosserjungs" (chicos metalúrgicos), una referencia al uniforme azul con el que jugaba el sindicato, ya que recordaba a los monos que usaban los trabajadores locales.
En mayo de 2004, los aficionados recaudaron suficiente dinero para asegurar la licencia del club para el fútbol de cuarta división a través de una campaña llamada "Bleed for Union" (en español, "Sangre para Unión"). Este eslogan no fue pensado de manera metafórica. Un elemento de la campaña fue que los fanáticos donaron sangre a los hospitales de Berlín y luego entregaron el dinero que recibieron del banco de sangre a su club.
Después de 2010, F. C. Unión Berlín se volvió cada vez más atractivo para los nuevos berlineses, incluso internacionales, que se sintieron atraídos por el ambiente del club.

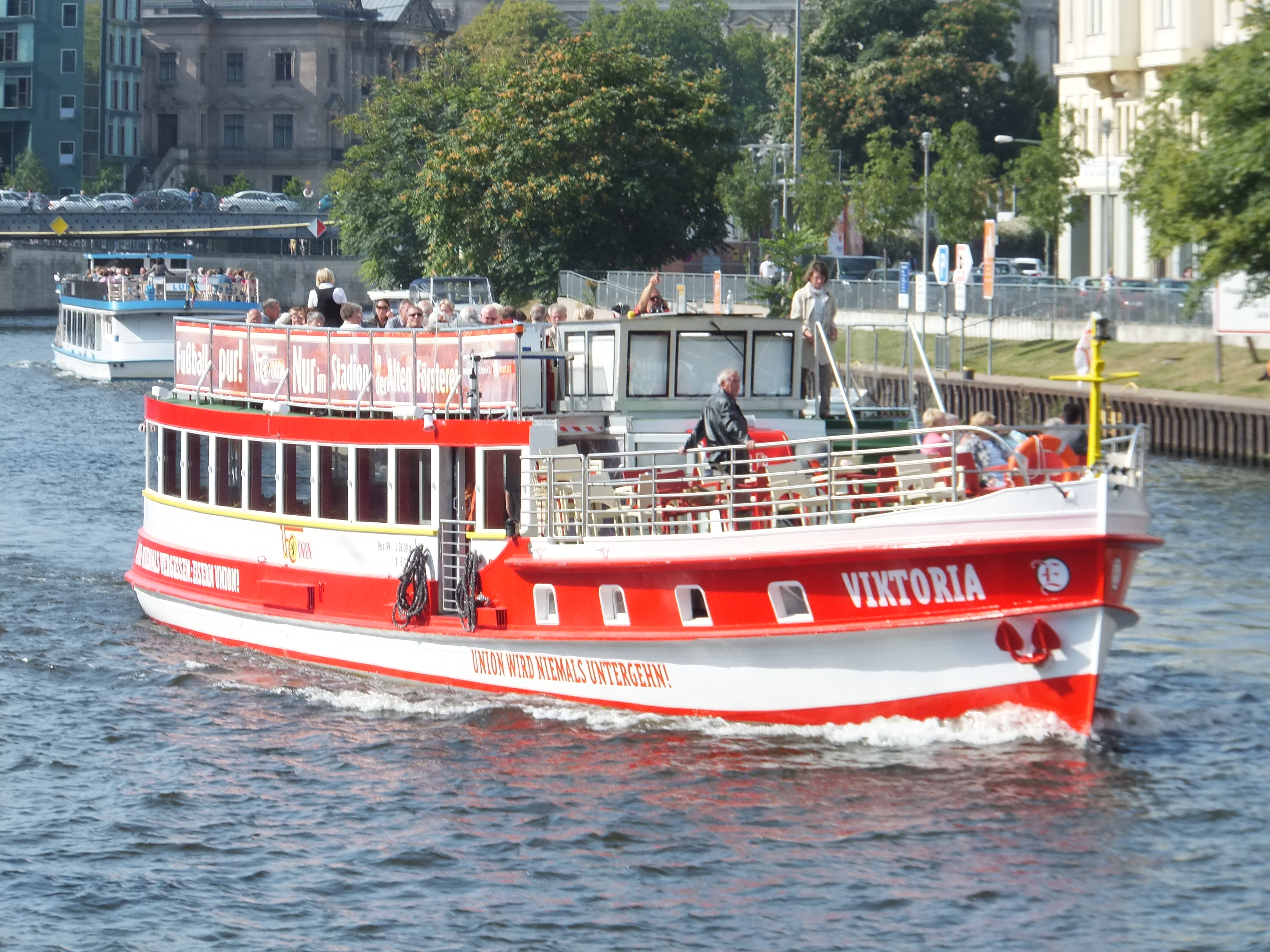
El arca del Unión Berlín en el río Spree.
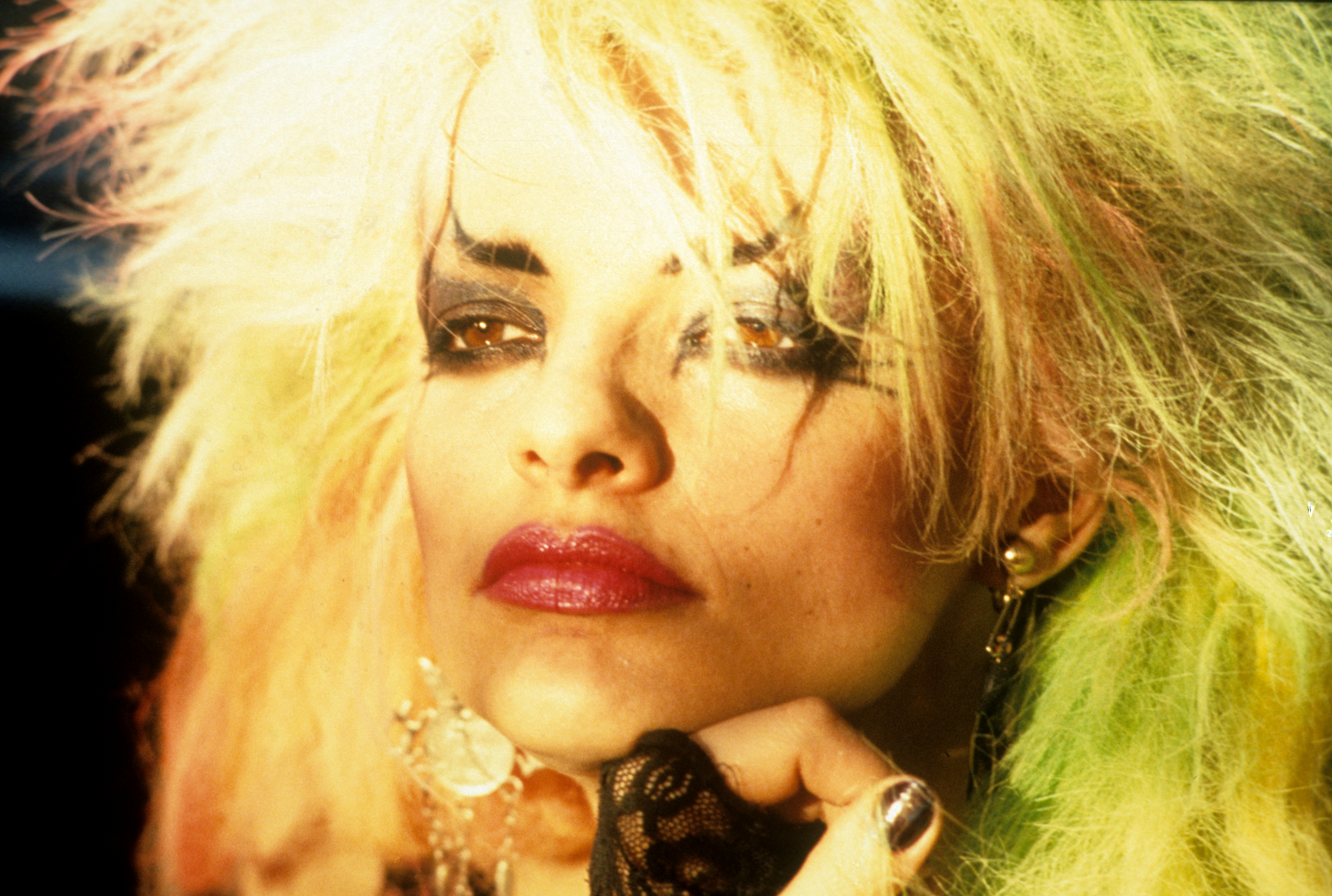
Nina Hagen, leyenda punk.
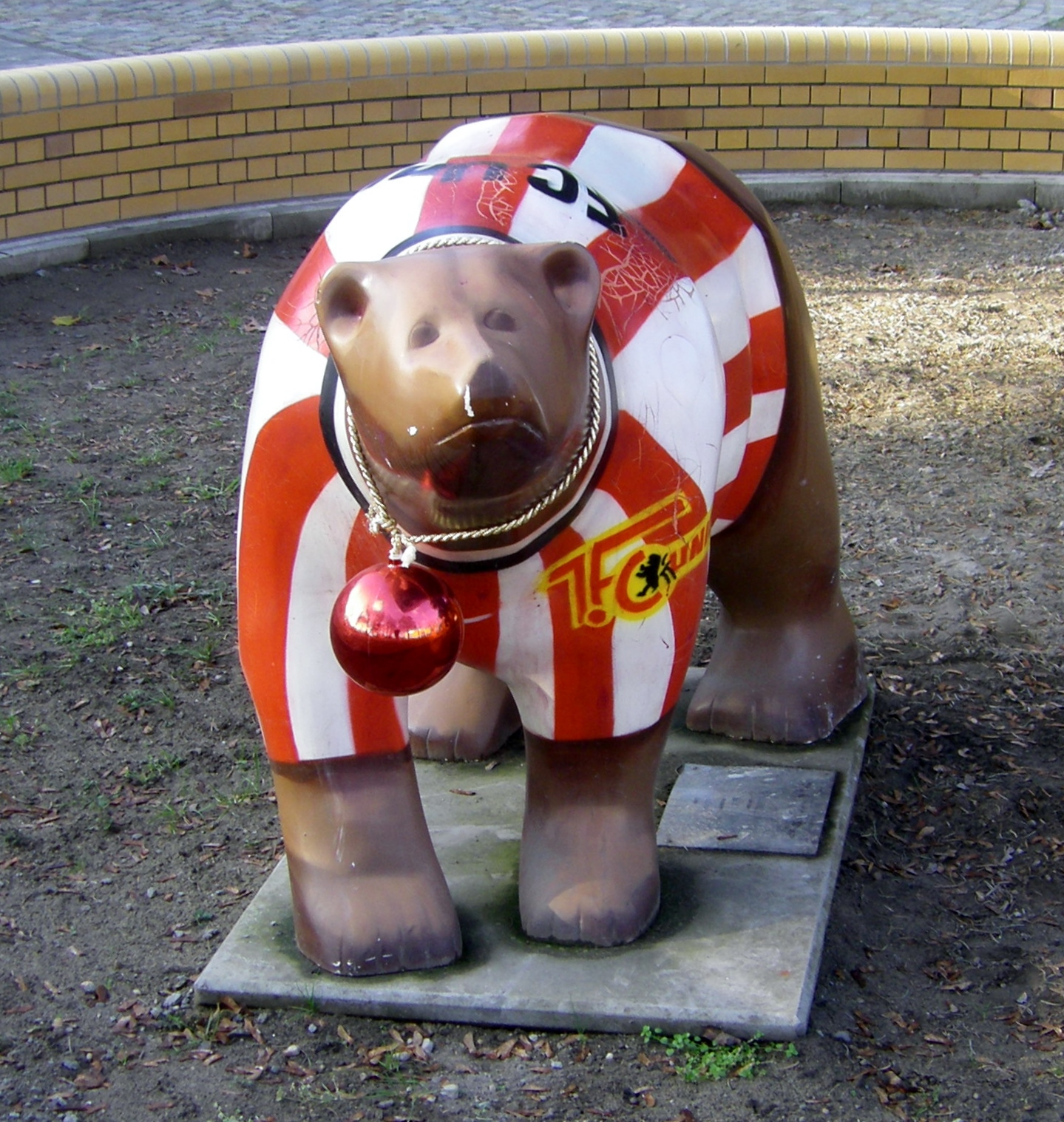
El oso Buddy con los colores del Union.
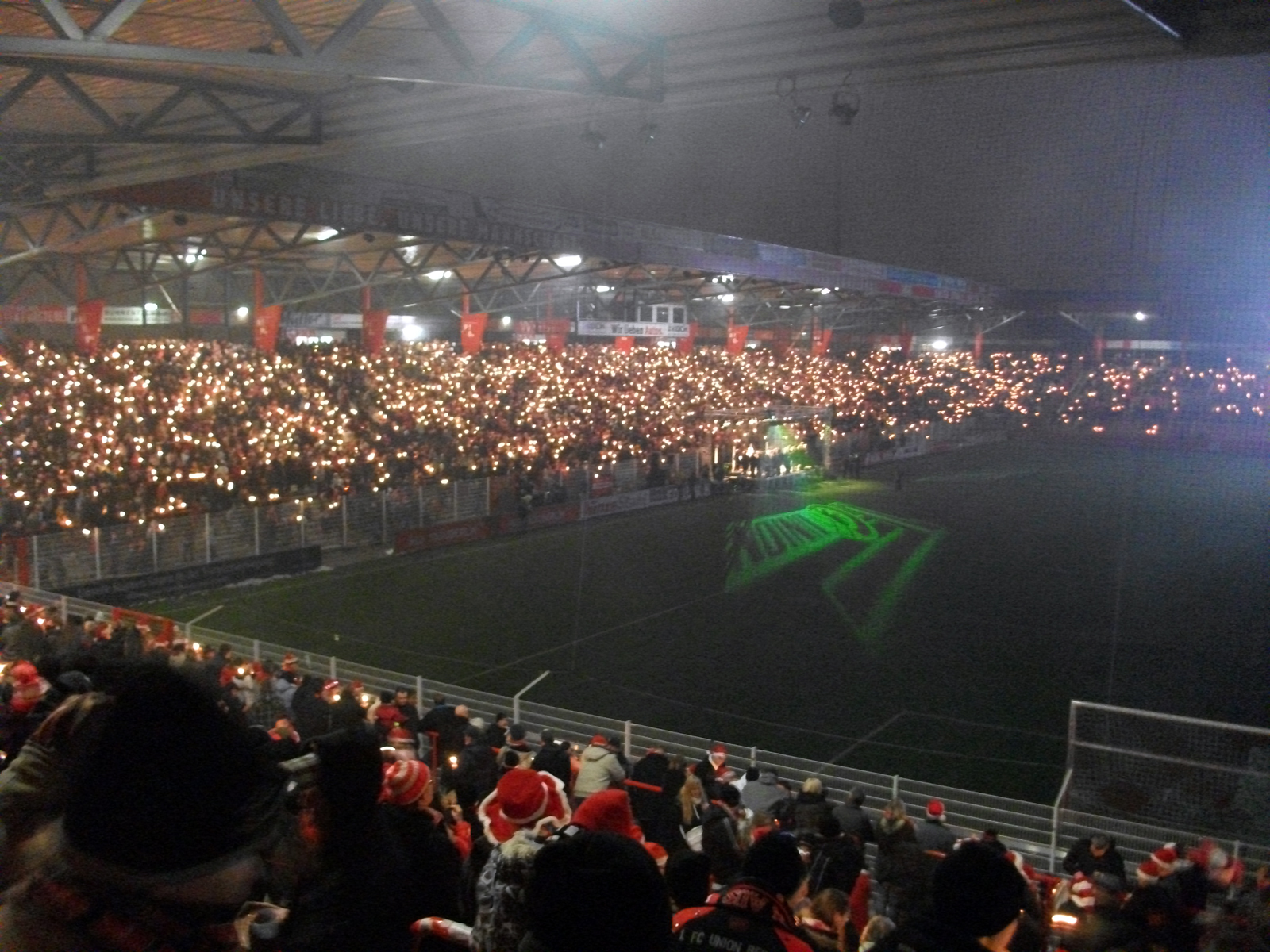
Weihnachtssingen (Cantos de Navidad) en 2010.
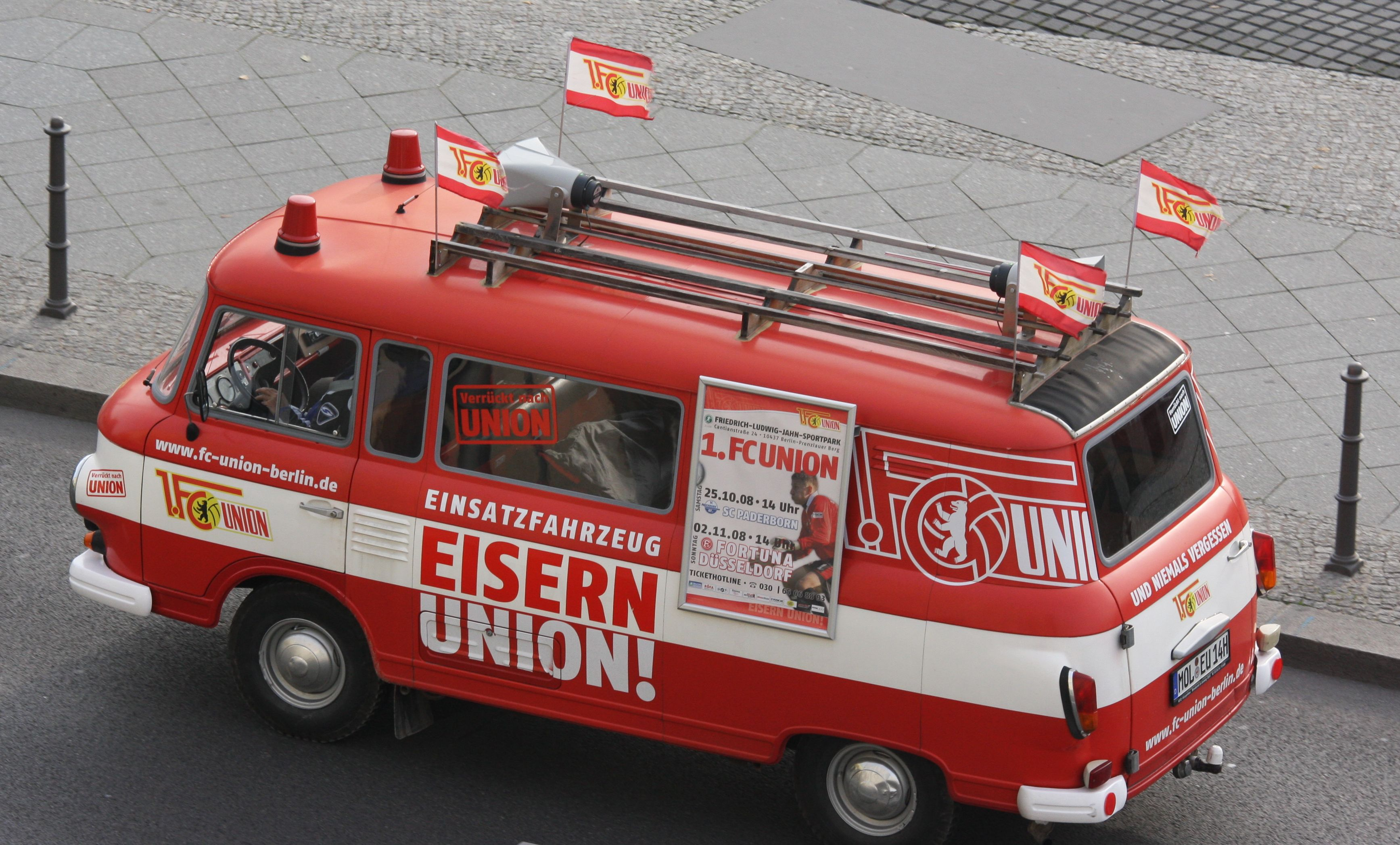
El autobus del Unión Berlín.

## Seguidores

### Cultura de fans

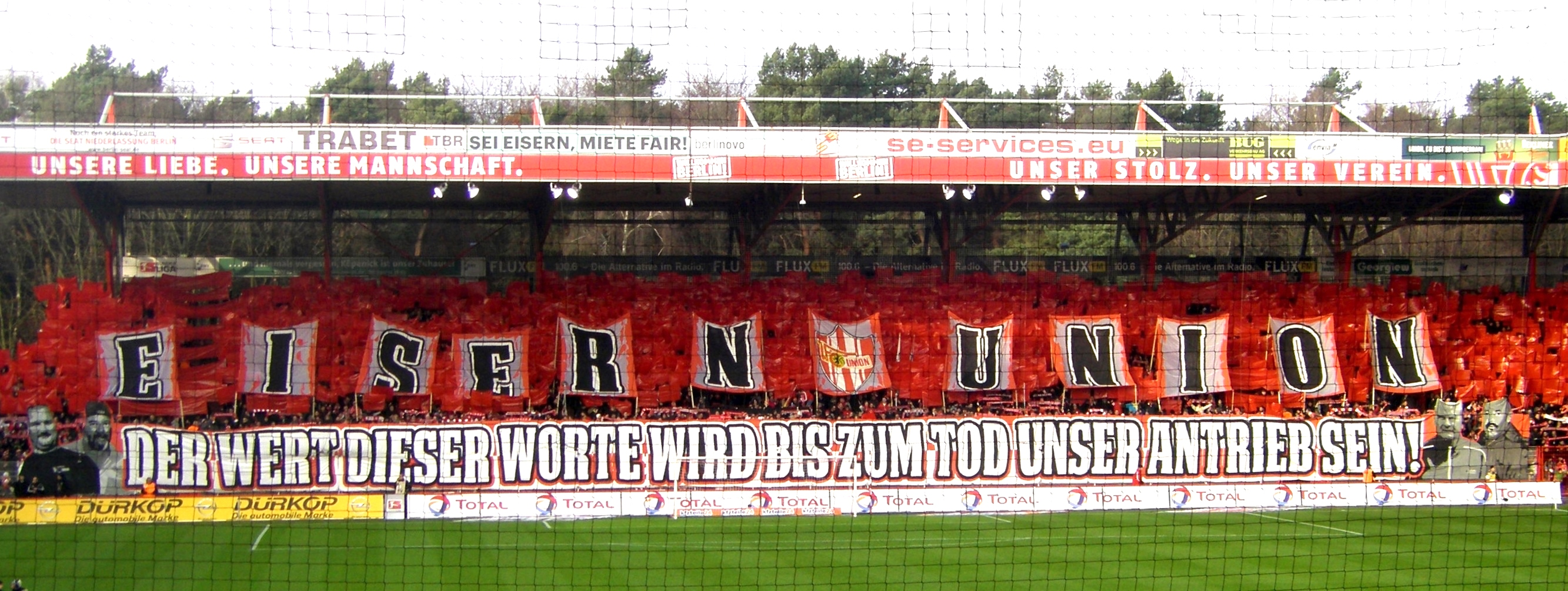
Fans del Berlín durante una coreografía.

Durante décadas, la audiencia de fútbol de los clubes predecesores del Unión Berlín estuvo formada tradicionalmente por trabajadores, lo que se debió principalmente al hecho de que el posterior distrito berlinés de Oberschöneweide se había convertido en una conurbación industrial desde finales del siglo XIX.
Como centro de rendimiento futbolístico de la DDR, el Berlín disfrutó de simpatía después de 1970 entre los berlineses que criticaban la vida cotidiana y el socialismo de Estado. Además de los trabajadores, había punks y skinheads en el estadio. Los cánticos populares en el Alte Försterei eran "Lieber ein Verlierer sein als ein dummes Stasi-Schwein" (en español, "Mejor ser un perdedor que un cerdo de la Stasi"). Durante los tiros libres, la afición, a veces, resonaba "El muro caerá". Desde mediados de la década de 1980, el fenómeno de los Ultras también se extendió en la RDA. El resultado fueron conflictos con los fanáticos opuestos y el poder estatal. El documental de la DEFA ... y Fridays in the "Green Hell" de Ernst Cantzler, filmado en 1989, ofrece una visión de la cultura de los aficionados del club poco antes de la histórica caída del Muro de Berlín.
Luego de la reunificación, en 1990, a pesar de todas las diferencias, la escena de fanáticos compuesta heterogéneamente se caracterizó por un fuerte sentido de unión y se hizo conocida por numerosas iniciativas en el país y en el extranjero, en la década de los 2000. En 2003, había 50 clubes de fans del Unión registrados oficialmente por la asociación. En 2007, el FC Union Berlin incluyó un pasaje en las Hausordnung, que afirmaba el derecho fundamental de toda persona a la no discriminación. Además, la asociación organizó un concierto en su propio estadio en 2009 con el título "Nazis aus dem Takt bringen" (Sacando a los nazis fuera del tiempo) para posicionarse abiertamente por la tolerancia.
Aproximadamente, desde 2010, el 1. FC Union Berlin se ha convertido, cada vez más, en la gran atracción deportiva para los nuevos fanáticos del fútbol de Berlín. A partir de ese punto, también empezaron a llegar fans internacionales de la región Anglosajona y Escandinava. En la temporada 2019-20, Unión Berlín fue uno de los diez clubes con más asistencia visitante en partidos fuera de casa en la 1. Bundesliga. Muchos fanáticos invitados del Unioner, los llamados exiliados, vinieron de toda Alemania.
La plataforma de Internet más grande para los fanáticos del club es el "Union Forum" (www.unionforum.de). Los apodos de los partidarios de la Unión son "Eiserne" o "Eisern Union".

### Comportamiento

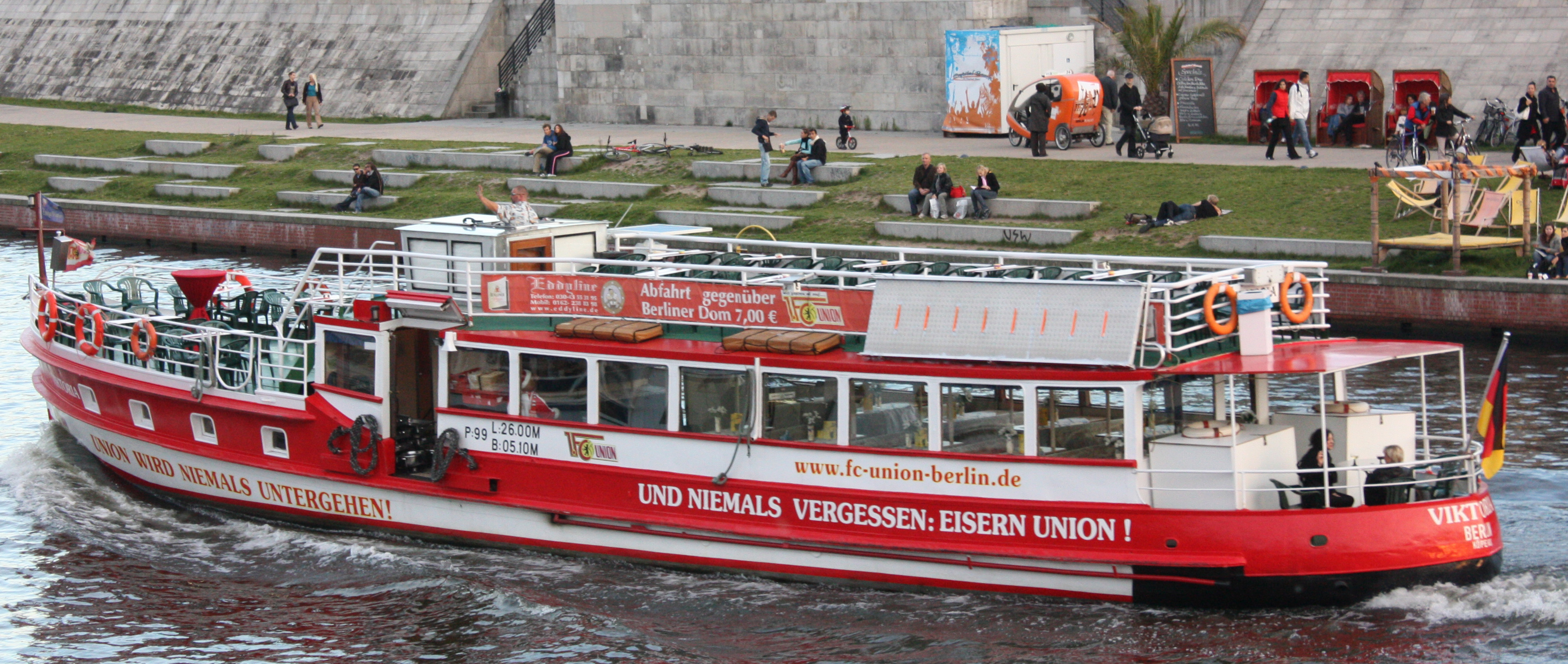
Bote de fanáticos del Berlín en el río Spree.

A finales de la década de los 90, cuando el club parecía estar al borde de la ruina económica, fueron los aficionados del Berlín quienes sensibilizaron a los nuevos donantes sobre la situación del club a través de varias campañas y también hicieron su propia contribución a través de donaciones. Por ejemplo, se organizó una manifestación bajo el lema “¡Salvemos a la Unión!” A través de la Puerta de Brandeburgo, en la que participaron alrededor de 3 000 simpatizantes. El compromiso de la afición llegó a tal punto que Andreas Freese, fiel aficionado desde hace mucho tiempo, fue elegido miembro del Consejo de Supervisión del club en 1997.
En el período previo a la temporada 2004-05, la afición demostró ser un apoyo importante para el club. Para obtener la licencia para jugar en la liga autonómica, el Berlín necesitaba una reserva líquida de € 1,46 millones de euros, que el club no podía recaudar por sí solo. Los aficionados fundaron entonces la iniciativa Bluten für Union. La campaña llamó a los aficionados a donar sangre para poder donar al club el dinero que recibieran. Además de esto, en 2004 se llevaron a cabo otras campañas para recaudar fondos, incluida la venta de camisetas, conciertos de rock y juegos benéficos ante el histórico FC Bayern de Múnich y el FC San Pauli. Además de la afición, empresas y otros clubes de fútbol (o sus grupos de aficionados) contribuyeron al rescate del club mediante donaciones. Además, numerosas celebridades, como el alcalde de Berlín, Klaus Wowereit, apoyaron la campaña. Finalizado el plazo fijado por la Deutscher Fußball-Bund (Federación Alemana de Fútbol), la campaña resultó ser un éxito, ya que el club recibió el permiso de juego.
Desde 2003, los grupos de fans han organizado carreras de botes de dragón cada año. Los participantes en las carreras son tanto aficionados como jugadores del equipo profesional y dirigentes del club. Las competiciones tienen lugar en el campo de regatas de Grünau.

## Amistades y rivalidades

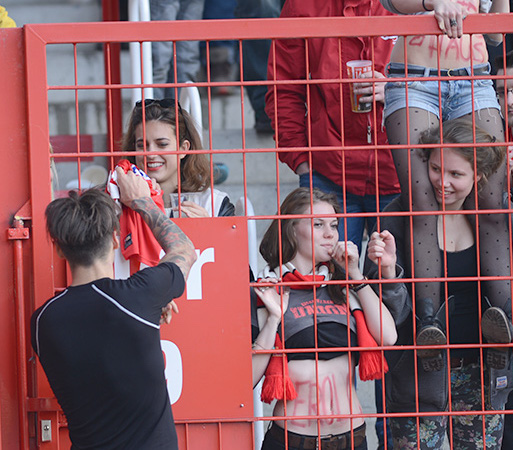
Christopher Trimmel regalando su camiseta a jóvenes aficionadas.

Los fanáticos del Unión Berlín tienen conexiones aisladas con el FC San Pauli. Con motivo del cincuentenario de la fundación del club, en enero de 2016 se celebró un partido amistoso contra el histórico Borussia Dortmund.

### Rivalidades
A pesar de que el F. C. Unión Berlín y Hertha BSC forman los dos clubes más grandes de Berlín, la rivalidad entre los dos es mucho menos pronunciada. El 27 de enero de 1990, 79 días después de la caída del muro de Berlín, Hertha recibió al Unión Berlín en el Olympiastadion en un amistoso frente a 52 000 espectadores. Los fanáticos de ambos clubes pagaron la entrada en las respectivas monedas de Alemania Oriental y Occidental y cantaron canciones de la reunificación alemana cuando Hertha ganó 2-1. Más de veinte años después, el 17 de septiembre de 2010, el dúo se enfrentó por segunda vez, en su primer encuentro competitivo, en el Stadion An der Alten Försterei, empatando 1-1 en la 2. Bundesliga. El 2 de noviembre de 2019, el Berlín se enfrentó al Hertha en el Stadion An der Alten Försterei, en el primer choque entre los clubes en la máxima categoría del fútbol alemán. Un penalti en el minuto 87 anotado por Sebastian Polter aseguró una victoria por 1-0 para el Berlín, en un juego suspendido temporalmente por el árbitro Deniz Aytekin, luego de que los fuegos artificiales disparados por los fanáticos del Hertha aterrizaran entre los fanáticos del F. C. Unión Berlín, así como en la superficie de juego. 1100 agentes de la policía germana estaban de servicio para el juego, y los fanáticos del Hertha quemaron camisetas, banderas y bufandas del Union Berlín durante el juego. Tras el tiempo completo, el portero del F. C. Unión Berlín Rafał Gikiewicz se ganó elogios de los aficionados y de los medios de comunicación tras sacar a los ultras del Union Berlin del campo de juego, tras una limitada invasión del campo ideada para atacar a los seguidores de Hertha.
El F. C. Unión Berlín también mantiene rivalidades con Hansa Rostock y con el Magdeburgo de Sajonia-Anhalt, la cual se remonta a cuando esos equipos solían competir en la DDR-Oberliga. También existe rivalidad con el histórico Dinamo Dresden.

### BFC Dynamo
El mayor rival del FC Unión Berlín antes de la reunificación alemana era el BFC Dynamo. Ambos clubes compartían una aversión mutua de larga data. Los partidos entre estos equipos se consideraban particularmente riesgosos. Por un lado, la rivalidad resultó del carácter de "Clásico". Sin embargo, también hubo aspectos políticos deportivos especiales.  Porque el BFC recibía un inusual apoyo del Ministerio de Seguridad del Estado. El Berlín, por otro lado, era apoyado de la FDGB y de la empresa operativa de la asociación, VEB Kabelwerk Oberspree Berlin, pero no en un marco financiero tan amplio. Los jugadores del Unión Berlín fueron delegados de forma obligatoria al Dynamo, y viceversa. Muchos talentos se fueron del Union al BFC, pero, a cambio, el Berlín solía recibir, principalmente, a jugadores que ya habían superado su pico de rendimiento. Además, el Union Berlín se veía obligado a albergar todos los clásicos en la temporada 1976-77 entre los dos equipos en el Estadio Mundial de la Juventud.

## Secciones deportivas

### F. C. Unión Berlín (femenino)
El equipo alemán de fútbol femenino «F. C. Unión Berlín (femenino)» se refundó en 1990. Uno de los mayores logros del primer equipo femenino ha sido el ascenso a la 2. Bundesliga en 2007, 2014 y 2016. En 2006 y 2007, el Berlín femenino ganó la Copa de Berlín.

## Categorías inferiores

### 1. Fußballclub Unión Berlín II
Fue fundado en el año 1980 en la ciudad de Berlín con la función de ser el equipo reserva del 1. FC Union Berlin, por lo que no podía jugar en la Bundesliga, aunque sí podía jugar la Copa de Alemania, y sus jugadores están disponibles para formar parte del primer equipo.
En la temporada 2014-15, mientras el equipo jugaba en la Regionalliga Nordost, fue desaparecido por insolvencia económica.

## Anexos
| Entidades relacionadas          | Datos estadísticos y trayectoria                                                            | Personalidades e historia                                                                                                 | Infraestructuras                                         |
| ------------------------------- | ------------------------------------------------------------------------------------------- | --- | -------------------------------------------------------- |
| - F. C. Unión Berlín (femenino) | - Estadísticas del F. C. Unión Berlín - F. C. Unión Berlín en competiciones internacionales | - Entrenadores del F. C. Union Berlin - Presidentes del F. C. Unión Berlín - Historia del uniforme del 1. FC Unión Berlín | - F. C. Unión Berlín II - Stadion An der Alten Försterei |